# Critters
Critters è una serie cinematografica prodotta dalla New Line Cinema, composta da cinque film ed una serie TV da una stagione di soli 8 episodi.
Il primo film, uscito nel 1986 in Italia come Critters (Gli extraroditori) è stato pensato prima di Gremlins di Joe Dante, che tuttavia uscì due anni prima per la disponibilità di mezzi. Con Gremlins ha similitudini riguardo al tema e agli antagonisti, e come esso è stato un successo seppur in scala minore.
Tema centrale e unici antagonisti sono i Critters, roditori alieni nativi di un pianeta sconosciuto, che aumentano di dimensione in proporzione alla quantità di cibo che ingoiano.

## Storia
Critters nasce da una storia di Domonic Muir scritta nei primi anni '80. Alla ricerca di uno studio cinematografico intenzionato a finanziare il progetto, la sceneggiatura viene riscritta svariate volte per renderla più conforme e integra possibile al grande schermo. Ma nel tempo che trascorre, un film dalla storia simile è nelle mani di Joe Dante, Gremlins, che a differenza di Critters ottiene subito il semaforo verde uscendo nel 1984. Con l'uscita di Gremlins, quindi, Muir si mette nuovamente al lavoro per togliere le incredibili somiglianze tra i due film, e alla fine riesce ad accordarsi con la New Line.

## I film
- Critters (Gli extraroditori): film del 1986, diretto da Stephen Herek.
- Critters 2: film del 1988, diretto da Mick Garris.
- Critters 3: film del 1991, diretto da Kristine Peterson.
- Critters 4: film del 1992, diretto da Rupert Harvey.
- Critters attack! - Il ritorno degli extraroditori: film del 2019, diretto da Bobby Miller.

### Quinto film abortito
I piani di produzione per un quinto film furono messi in cantiere, ma è stato tutto poi annullato alla luce del fatto che la serie è calata vistosamente di popolarità dopo il secondo film.
Si sa che era stata scritta una bozza di sceneggiatura dal provvisorio titolo Critters 5: Christmas Attack. La storia si sarebbe posta da intermezzo tra il secondo e il terzo film, con probabile ambientazione la fittizia Grover's Bend durante il periodo natalizio.
Il film non entrò nemmeno in pre-produzione, ma venne contattato Don Keith Opper per chiedere opinioni riguardo al suo ritorno.
Il quinto film vide finalmente la luce nel 2019, ponendosi come sequel/reboot. Critters Attack! - Il ritorno degli extraroditori è un film televisivo diretto dal 36enne Bobby Miller che fu distribuito in Home Video il 23 luglio 2019. Nel cast è presente il ritorno di Dee Wallace Stone in una piccola parte, che era già stata presente in Critters (Gli extraroditori).

## Televisione

### Critters: A New Binge
Critters: A New Binge è una serie televisiva web horror-comica americana di 8 puntate che è stata presentata per la prima volta su Shudder il 21 marzo 2019. Un riavvio del franchise originale, la serie si svolge a Livingston, Iowa e presenta tutti i nuovi personaggi.